# Верхнеширокинский
Верхнеширокинский — хутор в Матвеево-Курганском районе Ростовской области.
Входит в состав Новониколаевского сельского поселения.

## География

### Улицы
- ул. Запрудная,
- ул. Широкая,
- пер. Камышевый.

## Население
| 2010 |
| ---- |
| 44   |